# بخش جانسون (شهرستان شامپاین، اوهایو)
بخش جانسون (به انگلیسی: Johnson Township) یک منطقهٔ مسکونی در ایالات متحده آمریکا است که در شهرستان شمپین، اوهایو واقع شده‌است.
 بخش جانسون ۷۹٫۳ کیلومتر مربع مساحت و ۳٬۵۰۶ نفر جمعیت دارد و ۳۵۷ متر بالاتر از سطح دریا واقع شده‌است.